# Amurrio
Amurrio ist eine Gemeinde in der südlichsten spanischen Baskenprovinz Araba (spanisch Álava). Sie liegt etwa 41 km entfernt von der Provinzhauptstadt Vitoria.

## Politik
| Partei  | 2015      | 2015  | 2011      | 2011  |
| Partei  | Stimmen % | Sitze | Stimmen % | Sitze |
| EAJ-PNV | *         | *     | 39,03 %   | 7     |
| Bildu   | *         | *     | 35,62 %   | 7     |
| PP      | *         | *     | 11,05 %   | 2     |
| PSOE    | *         | *     | 9,80 %    | 1     |

Quelle:

## Gemeindeteile
Außer Amurrio gehören noch neun andere Orte zu dieser Gemeinde:
- Aloria
- Artomaña
- Baranbio
- Delika
- Larrinbe
- Lekamaña
- Lezama
- Saratxo
- Tertanga

## Persönlichkeiten
- Luis Weiler (1863–1918), deutscher Eisenbahn-Bauingenieur
- Iñaki Bea Jauregi (* 1978), Fußballspieler
- Elisabeth Pinedo (* 1981), Handballspielerin